# مسجد صلاح الدين الأيوبي
جامع صلاح الدين الأيوبى ، هو مسجد انشئ في عهد الرئيس جمال عبد الناصر في مصر ، على شاطئ النيل بجزيرة الروضة عند النهاية الشرقية لكوبرى جامعة القاهرة.

## وصفه
يتكون من صحن متسع مغطى وبه نوافذ للإضاءة مفتوحة في رقبة تعلوه. ويحيط بالصحن أربعة إيوانات يتقدم كلا منها عمودان وإيوان القبلة أكبر. وقد ألحق بالجامع مكتبة وساحة للعزاء. كما أقيم دور ثان لصلاة السيدات به نوافذ تطل على صحن المسجد .

## روابط خارجية
- آثار القاهرة الإسلامية نسخة محفوظة 31 مايو 2014 على موقع واي باك مشين.